# Dacus collarti
Dacus collarti är en tvåvingeart som beskrevs av Munro 1938. Dacus collarti ingår i släktet Dacus och familjen borrflugor.
Artens utbredningsområde är Kongo. Inga underarter finns listade i Catalogue of Life.